# Diaspora chińska

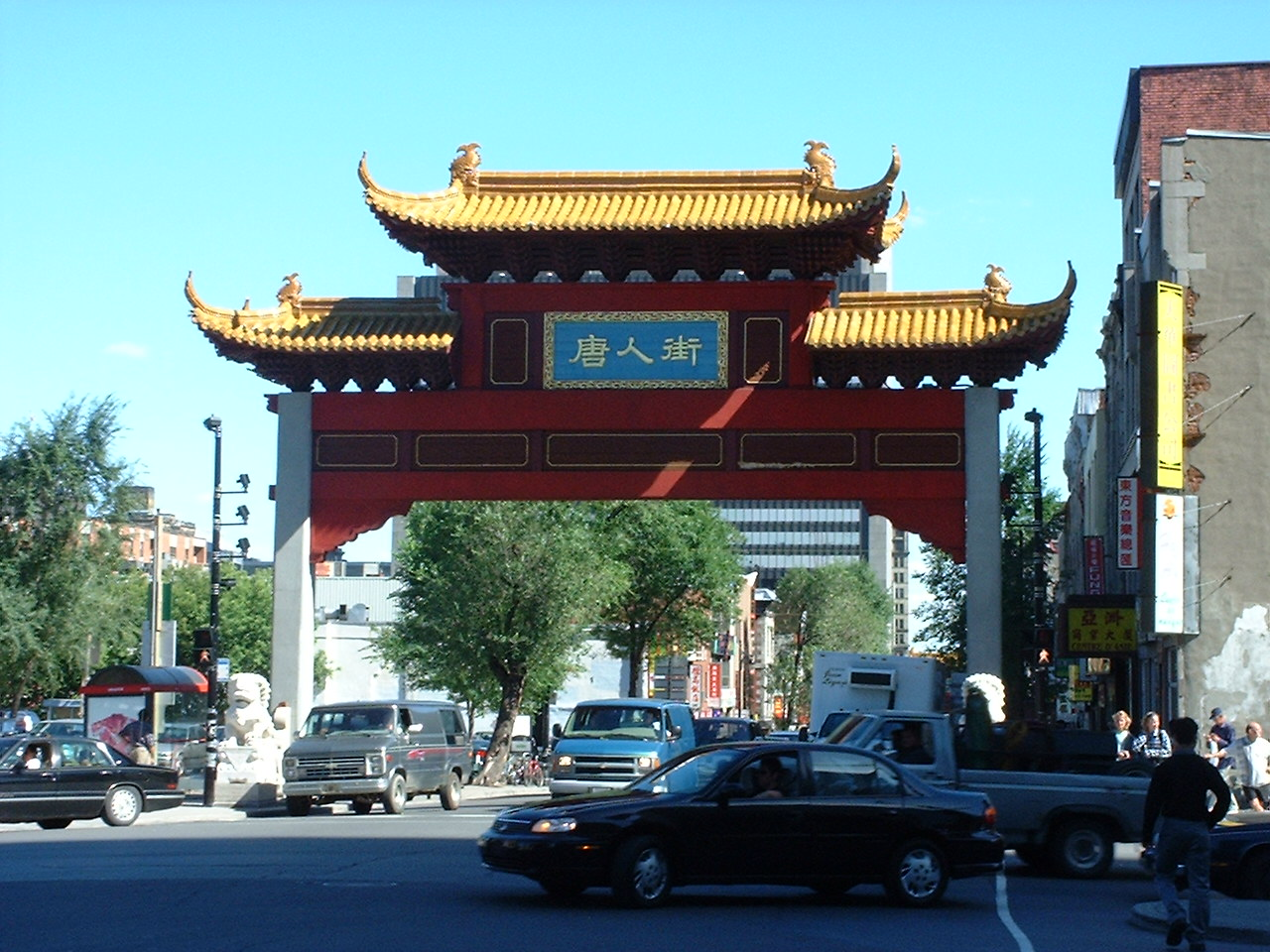
Brama Chinatown w Montrealu

Diaspora chińska (język chiński: 海外華人, ang. Overseas Chinese) – ogół Chińczyków mieszkających na stałe poza Chinami i Tajwanem. Termin ten nie do końca jest jednoznaczny, gdyż może obejmować z jednej strony np. etnicznych Koreańczyków, którzy wyemigrowali z ChRL do Korei Południowej, a są uważani przez rząd chiński za Chińczyków ze względu na posiadane obywatelstwo chińskie, a z drugiej strony np. etnicznych Chińczyków Peranakan, posługujących się językiem malajskim, którzy są obywatelami Malezji i przyjęli w dużym stopniu kulturę malajską.
Diaspora chińska (etniczni Chińczycy Han) dzieli się pod względem języka/dialektu i lokalnych tradycji na Hoklo, Hakka, Kantończyków itd., którzy jednak wszyscy określają się sami jako 唐人 tángrén (ludzie dynastii Tang). Nawiązania do dynastii niegdyś rządzącej Chinami nie należy jednak brać zbyt dosłownie.
Stopień asymilacji Chińczyków z kulturą poszczególnych krajów jest bardzo różny: od bardzo wysokiego np. w Tajlandii, do silnego utrzymywania własnej tożsamości etniczno-kulturowej np. w Malezji.
Kraje z największą (ponad 1 mln.) liczbą obywateli pochodzenia chińskiego w Azji to Indonezja, Malezja, Tajlandia, Singapur, Wietnam, Filipiny i Birma, zaś na półkuli zachodniej Stany Zjednoczone i Kanada.
Pierwszymi osobami pochodzenia chińskiego, które osiedliły się na stałe w Polsce, byli Żydzi polscy z kultury aszkenazyjskiej, którzy w średniowieczu zawarli małżeństwa z trzema Chinkami.